# ادبیات پشتو
ادبیات پشتون به مجموعه نوشته‌ها و روایات شفاهی به زبان پشتون گفته می‌شود. آثار ادبی پیش از اسلام به این زبان به‌دست نیامده است. آنچه که مورخان و زبان‌شناسان تأیید کرده‌اند، این است که نخستین اثر به زبان پشتو در قرن شانزدهم میلادی نوشته شده است. در کتاب پته خزانه (گنجینهٔ پنهان) ادعا می‌شود که برخی از منظومات و اشعار پشتو به قرن دوم هجری تعلق دارد. قدیمی‌ترین ادعای این کتاب مربوط می‌شود به شاعر پشتو امیر کرور و دارای یک منظومهٔ حماسی، پسر امیر پولاد سوری که به سال ۱۳۹ ه‍.ق/ ۷۵۶ م در مندشِ غور امیر بود. البته اصالت این کتاب ازسوی پژوهشگران و زبان شناسان رد شده است. عبدالحی حبیبی، پژوهشگر افغان، مدعی می‌شود که آن کتاب در ۱۳۲۲ ه‍.ش به دستش افتاده است، اما به‌طور کلی اغلب پژوهشگران پژوهشگران، پشتوشناسان و مورخان نظریهٔ وی را رد کرده‌اند و آن جعلی می‌دانند که در دهه چهل میلادی، یعنی کمی قبل از ادعای کشف، جعل شده است.

## شاعران
بر اساس ادعای مؤلف کتاب پته خزانه تاریخ ادبیات پشتو از قرن دوم هجری/هشتم میلادی امیر کرور آغاز شده است. اما به‌طور کلی پژوهشگران، پشتوشناسان و مورخان اصالت کتاب را رد کرده‌اند و آن جعلی می‌دانند که در دهه چهل میلادی، یعنی کمی قبل از ادعای کشف، جعل شده است. اما آنچه که مورخان و زبان‌شناسان تأیید کرده‌اند، این است که نخستین اثر به زبان پشتو در قرن شانزدهم نوشته شده است.
به علاوه بنابر ادعای پته خرانه، دیگر از شعرای قدیم که اشعار وی را پته خزانه از کتاب لرغونی پشتانه (Larghoni Pashtanah) یعنی افغان‌های قدیم نقل کرده ابومحمد هاشم‌بن زیاد السروانی بستی است که بسال ۲۲۳ ه‍.ق / ۸۳۷ م. در سروان هلمند متولد شد وی بزبان پشتو کتاب دسالووزمه یعنی نسیم ریگستان را نوشته است. به علاوه، ادعا می‌شود که از شعرای قدیم پشتو شیخ رضی لودی برادرزادهٔ شیخ حمید لودی پادشاه ملتان است که در حدود سال هزار مسیحی می‌زیست. شعرای دیگر بر اساس ادعاهای محلی وجود داشته‌اند. اما توسط زبان‌شناسان اصالت و واقعی بودن آن‌ها را نمی‌توانند تأیید کنند.
بعد از سال هزار هجری شعراء و مصنفان بزبان پشتو سخن گفته‌اند از آن جمله:
- خوشحال‌خان خَتَک (۱۶۱۳–۱۶۹۴)
- عبدالرحمن بابا متولد بسال ۱۰۴۲ ه‍.ق / ۱۶۳۲ م.
- حمید مهمند متوفی در حدود سال ۱۶۹۰ م.
- پیرمحمد کاکر متوفی در حدود سال ۱۷۷۰ م.

دفتر شیخ مَلی، تألیف آدم‌بن ملی‌بن یوسف‌بن مندی‌بن خوشی‌بن کندبن خوشبون است که در شرح حال فتوحات سوات و تقسیم زمین‌های آنجا در حدود ۸۲۰ ه‍.ق / ۱۴۱۷ م. نوشته شده است. این نخستین اثری است که زبان‌شناسان و مورخان اصالت آن را تأیید می‌کنند. اما آنها بر این نظر هستند که بر خلاف ادعاهای محلی، این اثر نمی‌تواند زودتر از ۱۵۳۰ میلادی نوشته شده باشد.
خبر البیان تألیف بایزید پیرروشان ولد عبدالله متولد بسال ۹۳۲ ه‍.ق / ۱۵۲۵ م. مدفون در بته‌پور حاوی تبلیغات مسلکی وی.
مخزن‌الاسلام آخوند درویزه‌بن گدابن سعدی متوفی ۱۰۴۸ ه‍.ق / ۱۶۳۸ م؛ که در پشاور مدفون است و کتابش حاوی مسائل دینی و تبلیغات مخالف پیرروشان است.
کلید کامرانی تألیف کامران‌خان‌بن سدوخان سرسلسلهٔ قوم سَدوزائی است که بسال ۱۰۳۸ ه‍.ق / ۱۶۲۸ م. آن را در شهر صفای قندهار نوشته و شرح حال بسی از شعرا و بزرگان افغان را در آن نگاشته است.
حفهٔ صالح تألیف ملااله یا رالکوزائی که تذکرهٔ رجال مشهور افغان است در حدود سال ۱۵۹۰ م.
سلوک الغزاة تألیف ملامست زمند در حدود ۱۶۱۰ م. حاوی مضامین تبلیغی دربارهٔ جهاد.
پته خزانه یعنی گنجینهٔ پنهان تألیف محمدبن داودخان هوتک تذکرةالشعرای مهم زبان پشتو که در سال ۱۱۴۲ ه‍.ق / ۱۷۲۹ م. در قندهار به امر شاه حسین هوتک نوشته و این کتاب در سال ۱۳۲۳ در کابل به تصحیح و تحشیهٔ عبدالحی حبیبی از پشتو تولنه نشر شده است. محمد هوتک متولد بسال ۱۰۸۴ ه‍.ق / ۱۶۵۳ م. دو کتاب دیگر هم به پشتو نوشته که یکی خلاصةالفصاحة و دیگر خلاصةالطب نام دارد.
از عصر احمدشاه بابا پشتو در افغانستان زبان دربار شاهان بوده و اولین کتاب درسی آن را در عصر احمدشاهی پیرمحمد کاکر بنام معرفةالافغانی نوشته است بعد از آن اولین دستور افعال زبان پشتو در سال ۱۲۲۰ ه‍.ق / ۱۸۰۵) در هند بنام ریاض‌المحبة از طرف نواب محبت‌خان پسر حافظ رحمت‌اللهخان مشهور قوم بریخ افغان نوشته شده و نواب‌الله یارخان پسر دیگر حافظ رحمت‌خان بسال ۱۲۲۲ ه‍.ق / ۱۸۰۸ م. کتاب لغات پشتو را بنام عجائب‌اللغات نوشت. در حدود سال ۱۲۹۰ ه‍.ق / ۱۸۷۳ م. امیر شیر علیخان القاب مأمورین و عناوین عسکری را به پشتو ترجمه کرد و بعد از سال ۱۳۰۰ ه‍.ق / ۱۸۸۲ م. کتب بسیار بزبان پشتو در کابل نشر شد بعد از سال ۱۹۲۰ م؛ که پشتو مرکه (انجمن ادبی پشتو) در کابل تأسیس شد کتب درسی و دستور زبان و لغات پشتو را نوشتند ولی در حدود سال ۱۹۳۷ م. در کابل پشتو تولنه (فرهنگستان پشتو) تأسیس و بسی از کتب درسی – علمی و ادبی – بزبان پشتو طبع و نشر شد.